# Paularo
Paularo (furlanisch: Paulâr) ist eine nordostitalienische Gemeinde (comune) mit 2338 Einwohnern (Stand 31. Dezember 2023) in der Region Friaul-Julisch Venetien. Die Gemeinde liegt etwa 66 Kilometer nordnordwestlich von Udine und gehört zur Comunità Montana della Carnia. Der Monte Sernio erhebt sich in der Gemeinde auf 2.187 Meter und der Monte Zermula auf über 2.104 Meter.

## Geschichte
Auf Grund der Zerstörung des Archivs des Ortsteils Villamezzo 1709 ist die Geschichte der Gemeinde nur schwer zu erschließen. Die Gräber, die in der Nähe des Ortsteils Misincinis gefunden wurden, sind der Latènekultur zuzuordnen.
Am 3. April 2022 trat das Dorf der internationalen Initiative Bergsteigerdörfer bei.

## Gemeindepartnerschaft
- Kirchbach, Kärnten (seit 2003)
- Sillingy, Département Haute-Savoie
- Bucine, Provinz Arezzo

## Persönlichkeiten
- Manlio Scopigno (1925–1993), Fußballspieler und -trainer